# Mozart: G-dúr menüett billentyűs hangszerre
A G-dúr menüett billentyűs hangszerre, K. 1e Wolfgang Amadeus Mozart 1761. decemberi vagy 1762. januári műve, amely Salzburgban keletkezett, a Nanerl Zenéskönyve c. kis füzetecskékben talált darabok egyike. Igen rövid mű (összesen 30 másodperc), a kis Wolfgang életkorából következtethetően apja, Leopold Mozart írta le.
Mint menüett, egy elég gyors 3/4-es darab. Előző menüettjéhez képest ezen már nem annyira figyelhető meg a barokk zene hatása.
Ismételt fázisokból épül fel: minden második két ütemet egy két ütemből álló, ereszkedő kvinteket tartalmazó motívum mutat be; ezt négy akkord követi, és a dallam is ezen kötöttségek figyelembevételéül készült. Mindegyik frázis 8 ütem hosszú, a klasszicizmusban kialakult periódusoknak köszönhetően. Ez egy háromrészes harmónia: nyitótéma, trió mint ellenpont és az eredeti téma repríze.